# Cottunculus granulosus
Cottunculus granulosus är en fiskart som beskrevs av Karrer, 1968. Cottunculus granulosus ingår i släktet Cottunculus och familjen paddulkar. Inga underarter finns listade i Catalogue of Life.